# Korolówka-Kolonia
Korolówka-Kolonia – kolonia w Polsce położona w województwie lubelskim, w powiecie włodawskim, w gminie Włodawa.
| SIMC    | Nazwa | Rodzaj     |
| ------- | ----- | ---------- |
| 0109731 | Gucin | przysiółek |

W latach 1975–1998 miejscowość administracyjnie należała do województwa chełmskiego.
Kolonia jest sołectwem w gminie Włodawa. Według Narodowego Spisu Powszechnego z roku 2011 kolonia liczyła 95 mieszkańców.
Wierni Kościoła rzymskokatolickiego należą do parafii Najświętszego Serca Jezusowego we Włodawie.